# Koçköy, Arpaçay
Koçköyü là một thị trấn thuộc huyện Arpaçay, tỉnh Kars, Thổ Nhĩ Kỳ. Dân số thời điểm năm 2010 là 1232 người.